# Malleolo
Con malléolo, nell'anatomia umana, si indica ciascuna delle parti ossee sporgenti situate al collo del piede, corrispondenti alle protuberanze inferiori mediale e posteriore della tibia ed a quella inferiore laterale del pérone. 
Il termine malléolo deriva dal latino malleŏlus, diminutivo di malleus ossia martello.

## Anatomia
In una caviglia sono presenti tre malleoli:
- Malleolo mediale: la parte interna della tibia.
- Malleolo posteriore: la parte posteriore della tibia.
- Malleolo laterale: la parte finale del perone.

### Malleolo mediale
Il malleolo mediale si trova all'estremità della tibia. La superficie mediale dell'estremità inferiore della tibia è prolungata verso il basso per formare un processo piramidale, appiattito dall'esternoː il malleolo mediale.
- La superficie mediale di questo processo è convessa e sottocutanea.
- La superficie laterale o articolare è liscia e leggermente concava e si articola con l'astragalo.
- Il bordo anteriore è ruvido a causa delle fibre anteriori del legamento deltoide che si fissano all'articolazione della caviglia.
- Il bordo posteriore presenta un ampio solco, il solco malleolare, diretto obliquamente verso il basso e medialmente, e occasionalmente doppio; questo solco ospita i tendini del muscolo tibiale posteriore e del muscolo flessore lungo delle dita.
- La sommità del malleolo mediale è caratterizzata da una profonda depressione posteriore, dovuta alla presenza del legamento deltoide.

La struttura principale che passa davanti al malleao mediale è la vena safena. Altre strutture che passano dietro il malleolo mediale in profondità rispetto al retinacolo dei flessori:
- Tendine posteriore tibiale
- Muscolo flessore lungo delle dita
- Arteria tibiale posteriore
- Vena tibiale posteriore
- Nervo tibiale
- Muscolo flessore lungo dell'alluce

### Malleolo laterale
Il malleolo laterale si trova all'estremità del perone, è di forma piramidale, leggermente appiattito da un lato; scende sotto al malleolo mediale.
- La superficie mediale ha una superficie triangolare liscia, convessa dall'alto verso il basso, che si articola sul laterale dell'astragalo. Dietro e al di sotto della superficie articolare c'è una depressione ruvida, dove si attacca il legamento tibiofibulare posteriore .
- La superficie laterale è convessa, sottocutanea e continua con la superficie triangolare.
- Il margine anteriore è spesso e ruvido, segnato in basso da una depressione utile al fissaggio del legamento tibiofibulare anteriore.
- Il margine posteriore è ampio e presenta il solco malleolare, utile per il passaggio del muscolo peroneo breve e lungo.
- La sommità è arrotondata, qui si attacca il legamento calcaneofibulare.

Una struttura importante che si trova tra il malleolo laterale e il tendine di Achille è il nervo surale.

## Patologia

### Fratture
Una frattura bimalleolare è una frattura della caviglia che coinvolge il malleolo laterale e il malleolo mediale. Alcuni studi hanno dimostrato che le fratture bimalleolari sono più comuni nelle donne, nelle persone di età superiore a 60 anni e nei pazienti con comorbilità esistenti. Una frattura trimalleolare è una frattura della caviglia che coinvolge il malleolo laterale, il malleolo mediale e la parte posteriore distale della tibia, che può essere definita malleolo posteriore. Il trauma può essere accompagnato da danni ai legamenti e dislocazione.